# Берестейський монетний двір

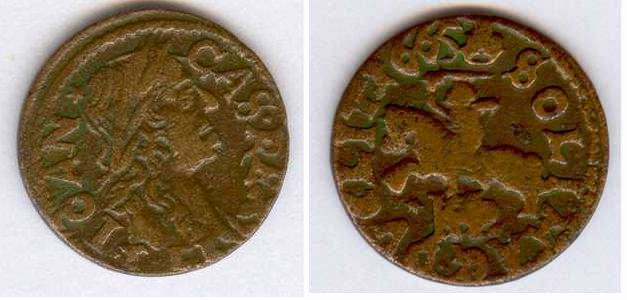
Литовська боратинка 1665 року

Берестейський монетний двір — один із двох центрів  (разом із Віленським монетним двором) випуску метелевих грошей у Великому князівстві Литовському.

## Історія
Дохід скарбниці Речі Посполитої у 1658 році склав 12 млн. злотих, в той же час борг тільки литовському війську складав  4 млн злотих. Військо вимагало сплати, і вже мало намір силою відібрати у польського уряду ці гроші. Ситуацію врятував королівський секретар, італієць за походженням Тіто Лівіо Бураттіні. Це була незвичайна людина: займався фізикою і астрономією, чи не перший в Європі спробував упорядкувати систему мір і ваг. Він запропонував почати карбування нової монети з курсом повертання в третину срібного гроша. 22 березня 1659 року сейм ухвалив рішення про карбування монети, була організована комісія з 30 осіб по здійсненню грошової реформи. Тіто Лівіо Бураттіні уклав з польським урядом угоду випустити 180 мільйонів солідів. Для цих цілей були відкриті монетні двори у Вільно (1664), Ковно (1665) і в Мальборку (1665). 
Брестський монетний двір створений рішенням сейму 1659 року для карбування солід (solidus - твердий, міцний) - дрібних срібних, білонних (з низькопробного срібла) і мідних польських і литовських монет. 
Сейм Речі Посполитої передбачав випуск солідів по 1 млн злотих для Польщі і Великого князівства Литовського. Фактично їх емісія була перевищена більш ніж в 10 разів, що негативно впливало на фінанси Речі Посполитої. Всього Брестським монетним двором до січня 1666, коли він закінчив роботу, було випущено 240 680 150 мідних солідів на суму 2 674 268 злотих. 
За іменем орендаря монетного двору Тіто Лівіо Бураттіні монети прозвали боратинками. У 1664-1666 монетний двір карбував боратинки з гербом Великого князівства Литовського - «погонею».